# Timpik
Timpik is een bestuurslaag in het regentschap Semarang van de provincie Midden-Java, Indonesië. Timpik telt 4325 inwoners (volkstelling 2010).